# Mesopontonia brucei
Mesopontonia brucei is een garnalensoort uit de familie van de Palaemonidae. De wetenschappelijke naam van de soort is voor het eerst geldig gepubliceerd in 1991 door Burukovsky.